# Hugo White
Hugo White, né le 22 octobre 1939 à Torquay et décédé le 1er juin 2014, est un homme politique britannique qui fut gouverneur de Gibraltar de décembre 1995 à février 1997.